# Schubborstbuulbuul
De schubborstbuulbuul (Ixodia squamata synoniem: Pycnonotus squamatus) is een zangvogel uit de familie van de buulbuuls. Het is een voor uitsterven gevoelige soort in heuvelend regenwoud in  Zuidoost-Azië. 

## Kenmerken
De vogel is 14 tot 16 cm lang en weegt 19 tot 23 g. De ondersoort op Borneo is relatief het kortst. Het is een vrij kleine, zich onopvallend gedragende buulbuul met een slanke snavel. De vogel heeft een diepzwarte kopkap die contrasteert met de witte keel. Van boven is de vogel verder olijfgroen, naar de stuit toe groener terwijl de vleugels weer meer bruin zijn met olijfgroene randen aan de veren. De borst heeft donkere veren met lichte randen waardoor een schubbenpatroon ontstaat. De buik is vuilwit. De staart is van boven zwart en de onderstaartdekveren zijn geel. De snavel en poten zijn zwart.

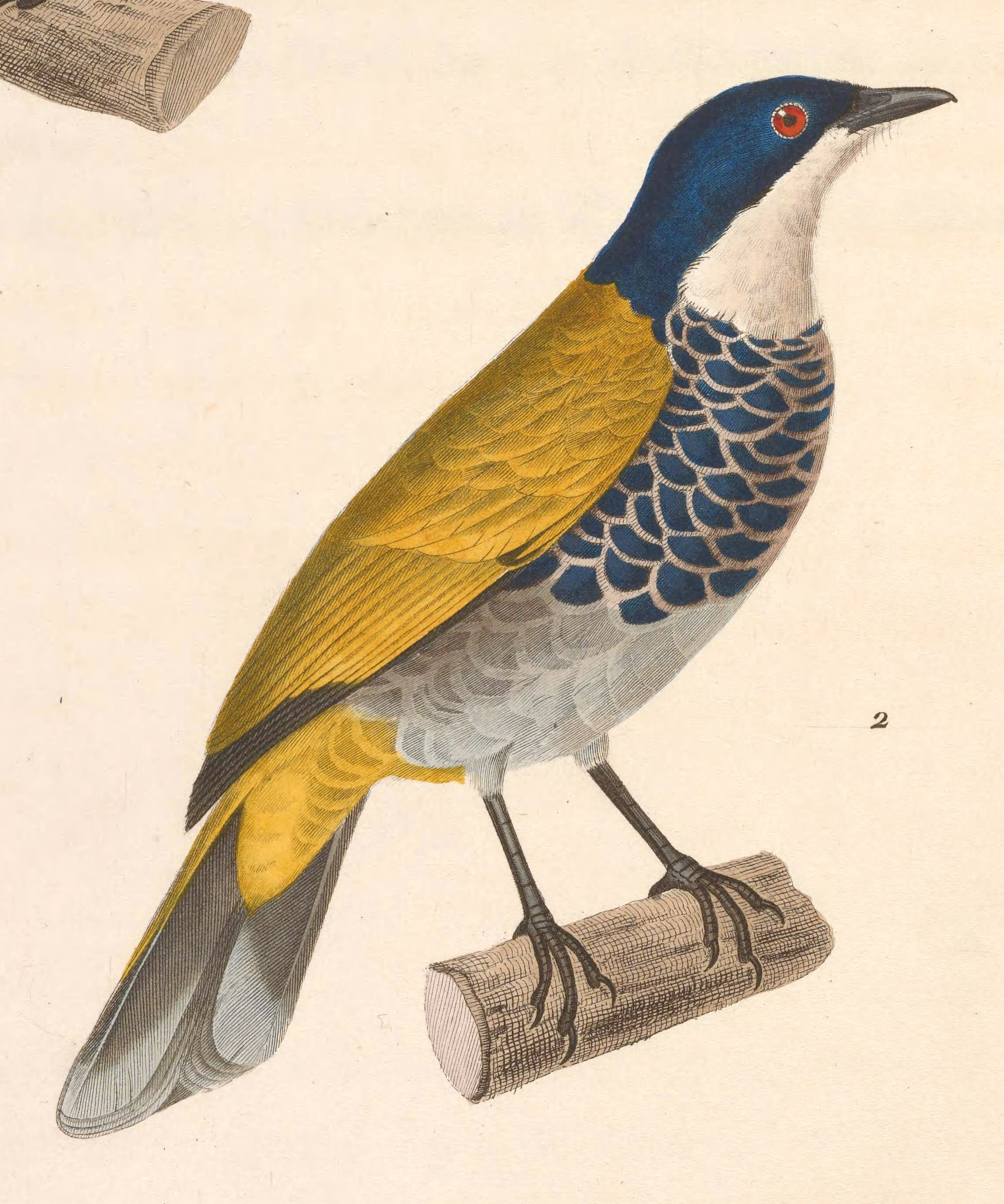
Afbeeldingen uit eerste publicatie in 1828

## Verspreiding en leefgebied
Deze soort komt voor op Malakka, Sumatra en Java en Borneo en telt drie ondersoorten:
- I. s. webberi: Malakka en Sumatra.
- I. s. squamata: Java.
- I. s. borneensis: Borneo

Het leefgebied is groenblijvend regenwoud. In mild aangetast bos, waarin nog grote bomen staan of waarin ruim ondergroei aanwezig is, wordt de vogel ook wel waargenomen. De vogel heeft een voorkeur voor heuvelland tussen de 500 en 1000 m boven zeeniveau.

## Status
De grootte van de populatie is niet gekwantificeerd. Plaatselijk is de vogel nog algemeen voorkomend in geschikt leefgebied. Door ontbossing waarbij natuurlijk bos wordt omgezet in gebied voor agrarisch gebruik gaat de vogel in aantal achteruit. Om deze reden staat deze soort als gevoelig op de Rode Lijst van de IUCN.